# 1995 DR1
1995 DR1 är en asteroid i huvudbältet som upptäcktes den 26 februari 1995 av den japanska astronomen Takao Kobayashi vid Ōizumi-observatoriet.
Asteroiden har en diameter på ungefär 5 kilometer.